# Adapsilia wagai
Adapsilia wagai är en tvåvingeart som först beskrevs av Jacques-Marie-Frangile Bigot 1880.  Adapsilia wagai ingår i släktet Adapsilia och familjen Pyrgotidae.
Artens utbredningsområde är Iran. Inga underarter finns listade i Catalogue of Life.